# Zaszków (rejon złoczowski)
Zaszków (ukr. Зашків) – wieś w obwodzie lwowskim, w rejonie złoczowskim na Ukrainie. Miejscowość liczy 100 mieszkańców.

## Położenie
Według Słownika geograficznego Królestwa Polskiego i innych krajów słowiańskich Zaszków to wieś w powiecie złoczowskim, położona 16 km na południowy-zachód od sądu powiatowego w Złoczowie, tuż na południe od Gołogóry. We wsi są cerkiew pw. św. Parascewii i szkoła ludowa 1 klasowa z językiem wykładowym ruskim, założona w 1871 r.

## Ludność
Według spisu z roku 1890 na obszarze wsi było 1050 mieszkańców, w tym 341 osób wyznania gr.-kat., 663 rz.-kat., reszta izrael. Rzym.-kat. i gr.-kat. parafia znajdowały się w Gołogórach.